# 3 карбованця «30-річчя першого польоту людини в космос»
30-річчя першого польоту людини в космос (рос. 30-летие первого полета человека в космос) — срібна ювілейна монета СРСР вартістю 3 карбованця, випущена 9 квітня 1991 року. 

## Тематика
Монета присвячена 30-річчю першого польоту людини в космос — громадянина СРСР Юрія Олексійовича Гагаріна (9 березня 1934 — 27 березня 1968) — радянський льотчик-космонавт, Герой Радянського Союзу, кавалер вищих відзнак ряду держав, Почесний громадянин багатьох російських і зарубіжних міст. 12 квітня 1961 Юрій Гагарін став першою людиною в історії, яка вчинила політ в космічний простір. Ракета-носій «Восток» з кораблем «Восток», на борту якого Перебував Гагарін, була запущена з космодрому Байконур. Після 108 хвилин перебування в космосі Гагарін успішно приземлився в Саратовській області, неподалік від міста Енгельса. Починаючи з 12 квітня 1962 року день польоту Гагаріна в космос був оголошений святом — Днем космонавтики.

## Історія
Монети карбувалися на Ленінградському монетному дворі (ЛМД).

## Опис та характеристики монети
| Номінал крб. | Метал  | Маса грам | Діаметр мм. | Гурт      | Тираж штук    |
| ------------ | ------ | --------- | ----------- | --------- | ------------- |
| 3            | срібло | 31.1      | 39          | рубчастий | 25.000 (пруф) |

### Аверс
Зверху герб СРСР з 15 витками стрічки, під ним літери «СССР», нижче ліворуч і праворуч риса, під рискою зліва хімічне позначення «Ag» і проба «900» металу з якого зроблена монета, під ними чиста вага дорогоцінного металу «31,1», під рискою праворуч монограма монетного двору «ММД», нижче позначення номіналу монети цифра «3» і нижче слово «РУБЛЯ», знизу у канта рік випуску монети «1991».

### Реверс
Ліворуч, зверху і праворуч уздовж канта монети слова «30 лет первого полета человека в космос», в середині пам'ятник першій людині в космосі Ю. О. Гагаріну, ліворуч і праворуч — зоряне небо, знизу уздовж канта зліва від пам'ятника рік «1961», праворуч «1991».

### Гурт
Рубчастий (300 рифлень).

## Автори
- Художник: А. В. Бакланов
- Скульптор: Н. А. Носов